# Physocyclus dugesi
Physocyclus dugesi là một loài nhện trong họ Pholcidae. Loài này được phát hiện ở México, Guatemala và Costa Rica.